# دانوب کوچک
دانوب کوچک شاخه ای از رود دانوب در اسلواکی است و از رودخانه اصلی در نزدیک براتیسلاوا منشعب می‌شود و کم و بیش موازی با دانوب جریان می یابد تا این که به رود واه (Váh) در کلاروو برسد. طول آن در حدود ۱۲۸ کیلومتر است.